# Buszsáv

Buszsáv New Yorkban

Az autóbusz-forgalmi sáv célja alapvetően az, hogy a menetrend szerint közlekedő buszok, trolibuszok a forgalmi torlódások alkalmával is rugalmasan, szabadon tudjanak közlekedni. Alapszabály, hogy autóbusz-forgalmi sávra (a lent felsorolt járművek kivételével) más jármű – a sáv keresztezését és a bekanyarodásra felkészülést kivéve – nem hajthat rá.

## Használat
Jelenleg Magyarországon a buszsávokat csak a buszok és a taxik használhatják.
Kivételt képeznek az alábbiak:
- a menetrend szerint közlekedő autóbusz és trolibusz,
- a villamos,
- továbbá 20 és 6 óra között a kommunális szemét szállítására szolgáló jármű. (Ezek azonban csak akkor állhatnak meg ezen a helyen, ha figyelmeztető jelzésüket működtetik.)

Mindezeken felül, az autóbusz- és trolibuszforgalom zavarása nélkül[vitatott] közlekedhet még:
- a külön jogszabály alapján rögzített üzemmódú megkülönböztető jelzést adó készülékkel felszerelt gépjármű
- sürgősségi betegellátásra rendszeresített gépjármű,
- hivatásos katasztrófavédelmi szervek, a tűzoltóság és a tűzoltó egyesületek közvetlen helyszíni beavatkozására rendszeresített gépjárműve,
- a rendőrség közrendvédelmi és közlekedésrendészeti szolgálati ágának közvetlen helyszíni beavatkozásra rendszeresített gépjárműve,a betegszállító gépjármű,

Ezek a járművek akkor is itt közlekedhetnek, ha nem használnak megkülönböztető fény és/vagy hangjelzést.
valamint
- a személytaxik,
- a kétkerekű motorkerékpárok és a kétkerekű segédmotoros kerékpárok.
- A kerékpárosok viszont csak akkor, ha az autóbusz forgalmi sávot az úttest menetirány szerinti jobb szélén jelölték ki és a kerékpáros közlekedésre utaló jelzést helyeztek el. Azaz ilyen jelzés esetében:

Amit viszont a buszvezetőknek sem árt tudni, hogy ahol autóbusz forgalmi sáv van, a menetrend szerint közlekedő autóbusz és trolibusz – a bekanyarodás és kikerülés esetét kivéve – csak ebben a forgalmi sávban haladhat.